# Staphorst
Staphorst là một đô thị ở tỉnh Overijssel phía đông Hà Lan. 
Các làng của Staphorst và láng giềng miền nam Rouveen của ông xuất hiện khi các nhà sư thế kỷ 13 đã bắt đầu đưa những đầm lầy và đầm lầy vào văn hóa.
Tất cả các trang trại được xây dựng dọc theo con đường dài qua khu vực đầm lầy. Do đó một hàng nông trại dài đã được xây dựng, trở thành ngôi làng lâu năm Staphorst-Rouveen dài 11 km (7 dặm). Hiện tượng này được gọi là tiếng Hà Lan: lintbebouwing (đô thị hoá dải băng). Ở nhiều vùng của Hà Lan, kiểu thôn này khá phổ biến, ví dụ: Vriezenveen, các làng dọc theo các đê sông ở Hà Lan, các khu bảo tồn được gọi là các hải cảng ở các tỉnh Drenthe và Groningen, cũng như các khu vực của Đức đối diện với biên giới.